# HD 69830
HD 69830 es una estrella de tipo G7,5-K0 V de la constelación de Puppis. A su alrededor orbitan tres planetas de masa neptuniana y un posible cinturón de asteroides.

## Sistema planetario
Es el primer sistema planetario extrasolar con una estrella semejante al Sol que no contiene un planeta joviano. De los tres planetas descubiertos, el más exterior se encuentra en la llamada "zona habitable" del sistema, es decir, en el rango de distancias a la estrella donde se puede encontrar agua en estado líquido. Los planetas tienen 10, 12 y 18 veces la masa de la Tierra y orbitan alrededor de la estrella con períodos de 9, 32 y 197 días, respectivamente. Fueron descubiertos mediante el espectrógrafo HARPS del telescopio de 3,6 metros del Observatorio de La Silla que forma parte del European Southern Observatory, en el desierto de Atacama (Chile).
| Nombre     | Masa (MJ) | Semieje mayor (UA) | Período orbital (días) | Excentricidad | Representación artística |
| ---------- | --------- | ------------------ | ---------------------- | ------------- | ------------------------ |
| HD 69830 b | 0,033     | 0,0785             | 8,667 ± 0,003          | 0,1 ± 0,04    |                          |
| HD 69830 c | 0,038     | 0,186              | 31,56 ± 0,04           | 0,13 ± 0,06   |                          |
| HD 69830 d | 0,058     | 0,63               | 197 ± 3                | 0,07 ± 0,07   |                          |

## Disco de polvo
En 2005, el telescopio espacial Spitzer detectó polvo alrededor de esta estrella. Estas observaciones son consistentes con la existencia de un cinturón de asteroides veinte veces más masivo que el del sistema solar situado en el interior de la órbita del planeta más exterior. El cinturón sería tan masivo que los cielos nocturnos de los planetas próximos brillarían con una luz zodiacal 1000 veces más intensa que la vista desde la Tierra, superando con mucho la brillantez de la Vía Láctea.
El polvo detectado podría estar causada por la evaporación de un cometa de la medida de Plutón perturbado gravitacionalmente.
Además, el análisis del polvo, incluye la presencia de una forma de olivino llamado forsterita, similar a la del cometa Hale-Bopp. Por otro lado, las probabilidades que el Spitzer haya detectado un supercometa cayendo hacia la estrella, un acontecimiento raro y de corta duración, son bajas.